# Vall d'Àneu
La vall d'Àneu, antigament les valls d'Àneu, és una subcomarca natural situada al nord-oest del Pallars Sobirà. Comprèn els termes municipals d'Alt Àneu, Esterri d'Àneu, la Guingueta d'Àneu i Espot, tot i que aquest darrer terme és en una vall subsidiària de la d'Àneu.
És conformada per l'alta conca del riu Noguera Pallaresa, i s'encaixa entre les valls frontereres de Boí, Aran i Cardós. En realitat es tracta de més d'una vall, com es desprèn del nom secundari de les valls: s'hi inclou la vall de la Noguera, subdividida en la ribera d'Alós, la ribera d'Esterri i la ribera d'Escaló; la vall de la Bonaigua; i la vall d'Unarre. Com a centre de la vall i lloc de confluència de les altres valls més petites, Esterri d'Àneu és la predominant i el lloc on se celebra el mercat. Al sud-oest, la vall suspesa d'Espot, pertanyent al Parc Nacional d'Aigüestortes i Estany de Sant Maurici en forma part també, atès que el seu riu desemboca a la Noguera Pallaresa. A l'extrem sud, la vall d'Escart hi entra pels mateixos motius. La vall d'Àneu acaba, doncs, a prop de l'antic monestir de Sant Pere del Burgal, mentre que la localitat d'Estaron (municipi de la Guingueta d'Àneu) en queda exclosa.
A l'edat mitjana, la Vall d'Àneu havia tingut un govern propi, similar a l'existent a la Vall d'Aran i a les altres valls pirinenques properes (Vall Ferrera, Vall de Cardós i Vall de Boí), que tenia la seu civil a Esterri d'Àneu. El castell principal era el de València d'Àneu, del qual depenien els de la resta de la vall. Era regit pel Bon Consell, format pels caps de casa de les diferents parròquies de la vall, que es reunia cada dos anys a la Bassa Morta de València d'Àneu. L'administració civil i la de justícia s'exercien des de la Casa de la Vall, a Esterri d'Àneu. L'antecedent era el Pagus Anabiensis altmedieval, amb règim propi basat en antics privilegis, usos i costums. La major part de la documentació de la Casa de la Vall desaparegué en la destrucció del casal pels francesos a començaments del segle xvii, però se n'ha conservat un Llibre d'ordinacions, de gran valor històric.

## Etimologia
El topònim Àneu apareix documentat per primera vegada, amb seguretat, el segle ix, en documents en baix llatí amb les formes arcaïtzants de Anavos, Anavi, valle Anaviense o valle Anabiense. Hom ha observat que no hi hauria oposició fonètica per pensar que Àneu provingui de l'Anabis que cita Ptolemeu entre les ciutats dels iacetans, els quals se situaven, si fa no fa, per les contrades aragoneses i catalanes dels Pirineus; no obstant això, la vall d'Àneu és molt remota i no és un lloc de pas natural, i això en dificulta la identificació, atès que Ptolemeu solament citava les poblacions més rellevants. Resta, doncs, possible però no segura la identificació d'ambdós topònims. Pel que fa al significat del topònim, Coromines pensava que era basc i que calia relacionar-lo amb l'antiga arrel que rep el 'nabiu' al Pirineu català, de suposat origen basc, anabi-; no obstant això, hom ha assenyalat que -bi és un sufix ibèric freqüent, de manera que no cal descartar que es tracti d'un mot ibèric.

## El Deganat de la Vall d'Àneu
Des del punt de vista d'organització religiosa, la Vall d'Àneu formava un deganat propi, el Deganat d'Àneu, amb seu també a Esterri d'Àneu, a la parròquia de Sant Vicenç. Modernament, l'Arxiprestat d'Àneu substituí l'antic deganat, però els canvis moderns en la reestructuració parroquial han fet que existeixi un sol arxiprestat a tota la comarca, amb seu a Sort, i que Esterri d'Àneu hagi passat a ser una agrupació de parròquies, que, també, congrega totes les de la vall a l'entorn del rector de Sant Vicenç d'Esterri d'Àneu.
Aquest deganat, convertit al segle xix en oficialat i al xx en arxiprestat, fou un dels divuit en què se subdividia el Bisbat d'Urgell. Comprenia els pobles d'Esterri d'Àneu, cap de l'oficialat, i Alós, Àrreu, Berrós Jussà, Berrós Sobirà, Borèn, Burgo, Cerbi, Dorve, Escalarre, Espot, Estaon, Gavàs, Isavarre, Isil, Jou, Llavorre, Son, Sorpe amb el Mas de Bruguera, Unarre amb el Mas d'Aurós i València d'Àneu. Era comandat per un Degà (més tard, arxipreste), i comprenia, el 1847, 20 capellans, 45 beneficiats i 5 subalterns.

## Les centrals hidroelèctriques
A la meitat del segle XX l'empresa Hidroelèctrica de Catalunya construí diverses centrals hidroelèctriques per explotar la conca alta del Noguera Pallaresa.
- La central d'Esterri d'Àneu, posada en funcionament el 1958. Es construí la presa que formà el pantà de Borén sobre el Noguera Pallaresa, així com la presa de Cerbi.
- La central hidroelèctrica de Sant Maurici. Entrà en servei l'any 1954, i requerí la construcció de la presa de Sant Maurici.
- La central hidroelèctrica d'Espot, Es posà en servei en dues fases, el 1951 i 1955. Per a la seva explotació també es construí una presa sobre el Noguera Pallaresa, formant el pantà de la Torrassa.